# 蘆田內閣
芦田内閣（日语：／ Ashida Naikaku */?）是日本眾議院議員、民主黨總裁蘆田均就任第47任內閣總理大臣（首相）後，自1948年3月10日至1948年10月15日組成的內閣。

## 國務大臣
- 內閣總理大臣
蘆田均（眾議院議員）（民主黨）
- 國務大臣（副總理）
西尾末廣（眾議院議員）（日本社會黨）
- 1948年7月6日
- 外務大臣
蘆田均（兼任）
- 大藏大臣
北村德太郎（眾議院議員）（民主黨）
- 法務總裁
鈴木義男（眾議院議員）（日本社會黨）
- 文部大臣
森戶辰男（眾議院議員）（日本社會黨）
- 厚生大臣
竹田儀一（眾議院議員）（民主黨）
- 農林大臣
永江一夫（眾議院議員）（日本社會黨）
- 商工大臣
水谷長三郎（眾議院議員）（日本社會黨）
- 運輸大臣
岡田勢一（眾議院議員）（國民協同黨）
- 遞信大臣
冨吉榮二（眾議院議員）（日本社會黨）
- 勞動大臣
加藤勘十（參議院議員）（日本社會黨）
- 建設大臣
一松定吉
1948年7月10日、建設省設置
- 建設院總裁（→建設大臣）
一松定吉
- 1948年7月10日
- 行政調査部總裁（→行政管理廳長官）
船田享二（國民協同黨）
- 1948年7月1日
- 行政管理廳長官
船田享二
1948年7月1日 -
- 經濟安定本部總務長官
栗栖赳夫（參議院議員）（民主黨） 
- 1948年10月2日
蘆田均（臨時代理）
1948年10月2日 -
- 物價廳長官
栗栖赳夫（兼任） 
- 1948年10月2日
蘆田均（臨時代理）
1948年10月2日 -
- 中央經濟調査廳長官
栗栖赳夫（兼任） 
1948年8月1日 - 1948年10月2日
蘆田均（臨時兼任）
1948年10月2日 -
- 地方財政委員會委員長
野溝勝
- 賠償廳長官
船田享二（兼任）
- 國務大臣兼內閣官房長官
苫米地義三（民主黨）
- 內閣官房次長
福島慎太郎
有田喜一

## 外部連結
- 閣僚名單 （页面存档备份，存于）